# Стратоніка (дружина Антигона I)
Стратоніка (дав.-гр. Στρατoνίκη; IV століття до н. е .) — дружина діадоха Антигона I Одноокого, мати Деметрія I Поліоркета і Філіппа.

## Біографія
За відомостями Плутарха, її батьком був македонянин Корраг. Також Плутарх повідомляв, що Стратоніка була спочатку одружена з братом Антігона Одноокого Деметрієм.
Після початку походу Александра Македонського Стратоніка жила у Фригії, де її чоловік був сатрапом. З початком війн діадохів, рятуючись від Пердікки, разом з родиною втекла в Македонію, але згодом повернулася до Азії.
В 316 році до н. е. відбулося повстання у Фригії. Так як її чоловік воював у той час в іншому місці, то Стратоніка встала на чолі військ, взявших в облогу фригійску фортецю. Також вона брала участь у переговорах з повстанцями, в результаті яких частина повстанців перейшла на сторону Антігона Одноокого. Після чотирьох місяців облоги фортеця була взята.
Після поразки і смерті Антигона I Одноокого в битві при Іпсі у 301 році до н. е., Стратоніка разом з сином Деметрієм втекла з Кілікії на Саламін Кіпрський.
Після захоплення через кілька років острова Птолемеєм I Сотером Стратоніка потрапила до нього в полон. Однак згодом вона була відпущена до сина в Македонію. Після цього її ім'я більше ніде не згадується.